# Wendy Houvenaghel
Wendy Louise Houvenaghel z d. McLean (ur. 27 listopada 1974 w Magherafelt) – brytyjska kolarka torowa, wicemistrzyni olimpijska, trzykrotna mistrzyni świata.
Jeden raz występowała w igrzyskach olimpijskich. W 2008 roku w Pekinie zdobyła srebrny medal w wyścigu indywidualnym na dochodzenie. Trzykrotna mistrzyni świata w drużynowym wyścigu na dochodzenie (2008, 2009 i 2011) i czterokrotna srebrna medalistka.